# Pobrđe Milodraž
Pobrđe Milodraž är en ort i Bosnien och Hercegovina.   Den ligger i entiteten Federationen Bosnien och Hercegovina, i den centrala delen av landet, 40 km nordväst om huvudstaden Sarajevo. Pobrđe Milodraž ligger 699 meter över havet och antalet invånare är 155.
Terrängen runt Pobrđe Milodraž är kuperad, och sluttar österut. Närmaste större samhälle är Visoko, 17,0 km öster om Pobrđe Milodraž.
Omgivningarna runt Pobrđe Milodraž är en mosaik av jordbruksmark och naturlig växtlighet. Runt Pobrđe Milodraž är det ganska tätbefolkat, med 93 invånare per kvadratkilometer.